# Rāh Kolā
Rāh Kolā (persiska: راه كُلا) är en ort i Iran.   Den ligger i provinsen Mazandaran, i den norra delen av landet, 140 km nordost om huvudstaden Teheran. Antalet invånare är 446.
Terrängen runt Rāh Kolā är mycket platt, och sluttar norrut. Runt Rāh Kolā är det tätbefolkat, med 286 invånare per kvadratkilometer. Närmaste större samhälle är Babol, 5,8 km öster om Rāh Kolā. Trakten runt Rāh Kolā består till största delen av jordbruksmark.